# Nikolaï Anossov
Pour les articles homonymes, voir Anossov.
Ne pas confondre avec Nikolaï Pavlovitch Anossov (1835–1890), ingénieur en chef du district d’Amour.
Nikolaï Pavlovitch Anossov (en russe : Никола́й Па́влович Ано́сов), né le 5 février 1900 (17 février 1900 dans le calendrier grégorien) et mort le 2 décembre 1962, est un chef d'orchestre, pianiste, critique musical et pédagogue soviétique qui a succédé à Lev Steinberg à la direction de l'Orchestre symphonique de Moscou (ru). Il est un des représentants de l'école russe de direction d’orchestre, historien et théoricien de la direction.
Anossov est le père du chef d’orchestre Guennadi Rojdestvenski (qui a adopté le nom de jeune fille de sa mère, la soprano Natalia Rojdestvenskaïa (en), dans sa forme masculine, pour éviter un népotisme lors de sa propre carrière et celle de son frère, le peintre P. N. Anossov).

## Biographie
Anossov est né à Borissoglebsk, alors dans le gouvernement de Tambov, aujourd'hui dans l'oblast de Voronej, où son père était gestionnaire à la Banque Volga-Kama. Nikolaï reçoit ses leçons de musique à la maison dès ses quatre ans. En 1918, après son diplôme de l'école secondaire Alexandre de Borissoglebsk, il entre à l'Université agricole Petrovsko Razoumovskaïa de Moscou, mais volontaire de l'Armée rouge à la fin de la guerre, il est cadet à l'école d'artillerie pendant un an, et participe à la répression de la révolte de Kronstadt. En raison de ses facilités pour les langues étrangère — il parle français, anglais et allemand — Anossov est envoyé au ministère des Affaires étrangères pour traiter avec les organismes d'aide étrangère.
C'est seulement au milieu des années 1920, qu'il s'engage dans une position musicale conforme à ses intérêts, en tant que pianiste accompagnateur du théâtre Stanislavski, puis en 1928 au Philharmonique de Moscou, où il étudie la théorie de la musique avec le professeur Andreï Mutli et la composition avec Anatoli Aleksandrov, puis dans la section de l'opéra de la Radiokomitet.
Bien que non officiellement qualifié comme un chef d'orchestre en 1930, il remplace au pied-levé un chef d'orchestre indisposé dans l'opéra de Christoph Willibald Gluck, Orfeo ed Euridice à la radio, à la suite de quoi, Anosov a officiellement acquis le statut de chef d'orchestre.
En 1937–1938 il est le chef de l'orchestre symphonique de Rostov-sur-le-Don ; en 1938–1940 de l'Orchestre philharmonique d'Azerbaïdjan sur l'invitation de Uzeyir Hajibeyov (1885–1948). À partir de 1938, Anossov enseigne à Bakou. Pendant la Seconde Guerre mondiale, de 1941 à 1944 il est directeur artistique de l’Opéra de la ligne de front, et à la même époque, il est diplômé en composition du Conservatoire de Moscou (1943), en tant qu'étudiant externe.
De 1944 à 1949, il est le chef du théâtre de Moscou au conservatoire, où il défend les premiers opéras russes en dirigeant, en 1947, l'œuvre d'Evstigneï Fomine (en), Les hommes de pailles [Ямщики на подставе] créé en 1787 et Le Fils-Rival, ou La Moderne Stratonice [Сын-соперник] créé en 1787, de Dmitro Bortnianski, qui n'avaient jamais été repris depuis leur création. 
En 1951, il est fait Artiste émérite de la RSFSR, publie un livre : Guide pratique de la lecture des partitions symphoniques et est nommé professeur au Conservatoire de Moscou. Il participe à l’édition russe du livre de Charles Munch, L’art du chef d’orchestre. Anossov continue de diriger et effectue des tournées, notamment en Pologne, Tchécoslovaquie, Hongrie, Belgique et Chine avec son orchestre.
En 1957, à Moscou, il est le créateur du second concerto pour piano de Dmitri Chostakovitch avec Maxime Chostakovitch au piano.
En tant que compositeur il laisse un concerto pour piano, un quintette à vents et des mélodies.
Il meurt à Moscou, à l'âge de 62 ans.

## Enregistrements
Le recensement complet des enregistrements d'Anossov n'a pas encore été fait. La majorité de ses enregistrements sont aux archives de la radio. Il a été le créateur de beaucoup d'œuvres de compositeurs soviétiques et un nombre significatif d'opéras.
- Balakirev (Ouverture), Kabalevski (Symphonie no 2), Galynine (Suite pour orchestre à cordes) - Orchestre Symphonique de Moscou, Orchestre de la radio de Moscou, Dir. Nikolaï Anosov (1947, 1953, 1955, Monopole)
- Dvorak, Symphonie no 9
- Great Russian Conductors The Art of Nikolai Anosov. Prokofiev : Symphonie no 7, etc., Sibelius, Symphonie no 1. (1947–1954, Arlecchino ARL 113-114)
- Prokofiev, Lieutenant Kije (Melodiya)
- Kabalevski, Colas Breugnon ; Tchaikovsky, Francesca Da Rimini (Melodiya)
- Rimski-Korsakov, Schéhérazade - Violon solon, David Oïstrakh ; Orchestre du Théâtre du Bolchoï, Dir. Nikolaï Anosov (1950, Multisonic 31 0186-2)

### Accompagnateur
- Chebaline, Concertino pour cor et orchestre - Boris Afanasiev, cor (1962, Olympia OCD 599)[8]
- Goloubev, Concerto pour piano no 3 - Tatiana Nikolaïeva, piano (LP Melodiya 33 С 10—04935-6)
- Sibelius, Concerto pour violon - Julian Sitkovetsky, violon ; Orchestre philharmonique tchèque, Dir. Nikolaï Anosov (1953, "The Art of Yuilian Sitkovetsky VI" SYD Records CYD 006 / Supraphon SU30052001) (BNF 38332242)
- Tchaïkovski, Concerto pour piano et orchestre no 2 - Tatiana Nikolaïeva, piano (1950, Appian/APR AVR 5666)